# Ein starkes Team: Träume und Lügen
Träume und Lügen ist ein deutscher Fernsehfilm von Johannes Grieser aus dem Jahr 2002. Es handelt sich um die 22. Folge der Krimireihe Ein starkes Team mit Maja Maranow und Florian Martens in den Hauptrollen.

## Handlung
Nachdem im Berliner „Shark Club“ eine junge Frau nach einem Drogenmissbrauch tot zusammenbricht, ermitteln Kriminalhauptkommissarin Verena Berthold und ihr Kollege Otto Garber. Es gab bereits mehrere Todesfälle nach dem Konsum einer bestimmten Sorte Ecstasy, sodass die Dealer unbedingt gefasst werden müssen. Anhand von Überwachungsaufnahmen kann ein Daniel Dabrock als Verteiler von Tabletten identifiziert werden. Da man ihm aber keinen Verkauf nachweisen kann, hat die Polizei auch keine Handhabe gegen ihn und mögliche Hintermänner. Teamchef Reddemann veranlasst daher, dass sich Kriminalhauptkommissar Yüksel Yüzgüler als angeblicher Aufkäufer in die Drogenszene begibt. So kann er Kontakte zu einem „Drogengroßhändler“ aufbauen, der allerdings keine Pillen in seinem „Angebot“ hat. So wird er weitervermittelt und gelangt letztlich wieder bei Daniel Dabrock, der im Auftrag seiner Chefs Martin Loers und Matthias Jürgens die Ware vertreibt. Als Dabrock bemerkt, dass sein Kunde eine Waffe dabei hat, bekommt er Angst, schießt auf ihn und flüchtet. Yüksel wird schwer verletzt in die Klinik gebracht und die Aktion abgebrochen.
Otto Garber gerät während der Ermittlungen in einen Konflikt, als er herausfindet, dass Katharina, die Tochter einer guten Bekannten von ihm, mit Daniel Dabrock befreundet ist. Letztlich hilft Katharina Otto jedoch und bringt ihn zu Daniel. Der hatte mittlerweile „kalte Füße“ bekommen und herausgefunden, dass die Pillen, die er vertreiben sollte, zu den tödlichen Drogen gehören, nach denen die Polizei sucht. Er will sich stellen, was Matthias Jürgens verhindern will und als Anna bei ihm an der Tür klingelt, nimmt dieser sie kurzerhand als Geisel. Den eintreffenden Beamten gegenüber kann er sich aber nicht behaupten und lässt sich widerstandslos festnehmen. Auch Martin Loers kann als Hersteller der Drogen überführt werden.

## Hintergrund
Träume und Lügen wurde in Berlin gedreht und am 27. April 2002 um 20:15 Uhr im ZDF erstausgestrahlt.
Sputnik, dessen Rolle als Geschäftsmann in der Serie als ein Running Gag angelegt ist, hat in dieser Folge seine Gaststätte in ein Chinarestaurant verwandelt.

## Kritik
Die Kritiker der Fernsehzeitschrift TV Spielfilm vergeben die beste Wertung (Daumen nach oben) und meinen: „Was zeichnet überdurchschnittliche TV-Krimis aus? Natürlich eine spannende, nicht konstruiert wirkende Story! Wenn Buch und Regie noch ohne Klischees auskommen, wird ein Krimi zur angenehmen Überraschung. Und hier geschieht sie.“ Fazit: „Realistischer Krimi mit psychologischer Note.“